# Alfried Längle
Alfried Längle (* 27. března 1951 Götzis, Vorarlbersko) je rakouský psychoterapeut, klinický psycholog a praktický lékař. Vystudoval psychologii a medicínu.
Po psychoterapeutickém vzdělání u Viktora Frankla si v roce 1983 otevřel ve Vídni vlastní praxi.
V letech 1984 až 1986 byl Franklovým přednáškovým asistentem.
V roce 1985 byl zakládajícím členem GLE „Gesellschaft für Logotherapie und Existenzanalyse“ (Společnost pro logoterapii a existenciální analýzu), jejímž předsedou je dodnes.
V roce 1991 skončila jeho velmi těsná spolupráce s Franklem, a to na základě Länglova rozpracování logoterapie.
Se ženou Silvií (* 1951) mají 4 děti.

## Dílo
- Smysluplně žít: aplikovaná existenciální analýza, Cesta 2002, ISBN 80-7295-037-1
- Emoce a existence, Dialogos 2006, Praha, str. 5–19 pdf
- ESK – Existenciální škála. První české vydání. Přeložil a upravil Karel Balcar. Praha 2001: Vydalo Testcentrum
- Základní hodnota, Dialogos 4, 2007, Praha, str. 7–14 pdf